# MicroProse
MicroProse là một công ty phát hành trò chơi điện tử và phát triển trò chơi điện tử của Mỹ do "Wild" Bill Stealey và Sid Meier thành lập năm 1982 với tên gọi MicroProse Software Inc. MicroProse phát triển và xuất bản nhiều trò chơi, hàng loạt trong số đó được coi là các trò chơi mang tính đột phá và kinh điển, bao gồm các trò chơi khởi đầu cho loạt game Civilization và X-COM. Hầu hết các tựa game phát triển nội bộ của họ là các trò chơi mô phỏng đua xe và chiến lược.
Trong năm 1993, công ty mất hầu hết các nhân viên tại Anh của họ và trở thành một công ty con của Spectrum HoloByte. Việc cắt giảm nhân sự tiếp theo và chính sách của công ty đã khiến cho Sid Meier, Jeff Briggs và Brian Reynolds rời bỏ công ty và thành lập công ty Firaxis Games vào năm 1996, khi MicroProse đóng cửa studio phát triển vốn của Simtex cũ tại Austin, Texas. Năm 1998, sau khi GT Interactive Software không mua lại công ty, công ty MicroProse (Spectrum HoloByte) đã trở thành một chi nhánh của Hasbro Interactive và các studio phát triển tại Alameda, California và Chapel Hill, North Carolina bị đóng cửa vào năm sau đó. Năm 2001, MicroProse ngừng tồn tại như là một công ty và Hasbro Interactive bán các quyền sở hữu trí tuệ của MicroProse cho Infogrames Entertainment, SA. Văn phòng cũ của MicroProse ở Anh tại Chipping Sodbury bị đóng cửa vào năm 2002, tiếp theo là trụ sở tổng công ty tại Hunt Valley, Maryland năm 2003.
Thương hiệu của MicroProse hồi sinh năm 2007 khi Interactive Game Group mua lại từ Atari Interactive, tên mới của Infogrames. Thương hiệu MicroProse hiện tại thuộc về Legacy Engineering Group. Tính đến năm 2010, thương hiệu MicroProse thuộc sở hữu của Cybergun Group.